# Младежки конкурс за забавна песен
Младежки конкурс за забавна песен е музикален конкурс, създаден от Панайот Славчев през 1970 г.
През март 1970 г. Панайот Славчев представя своя Проект за конкурса, като обосновава създаването му със следните аргументи:
Кое налага необходимостта от един младежки конкурс за написване на студентска забавна песен?
Забавната музика е най-масовия музикален жанр и се ползва с голяма по-популярност, особено сред младежта. Тази музика се слуша най-вече от грамофонните плочи, магнетофонните ролки и радиото. И тъй като "вносът” на тази музика в нашата страна е практически неограничен, заедно с хубавата естрадна песен у нас прониква и оказва определено естетическо влияние и музика със съмнителни художествени достойнства. Потокът от такава музика може да бъде спрян единствено само, ако му се противопоставят хубави наши български естрадни и забавни песни. Такива песни безспорно нашите композитори създадоха, но за съжаление количеството на песните които се пишат е все още много малко и недостатъчно за да задоволи "шлагерните нужди на деня", още по-малко да измести "западните претенденти за шлагера". У нас официално се занимават с писане на забавни песни около десетина композитора. При това продуктивността на някои от тях е много ниска и се свежда до две-три песни в годината.У нас обаче има талантливи млади автори, на които не се предлага никакво поле за изява, даже няма да бъде преувеличение да се коже, че им се пречи от техните по-възрастни колеги. Показателен в това отношение е Фестивалът ”3латен Орфей". Вече пет години в този конкурс участват едни и същи автори-около десетина, като нови имена почти не се появяват, още повече имена на млади автори. Липсата на млад и свеж приток в българската естрадна музика неминуемо дава някакво отражение. Така много български естрадни песни страдат от липса на непринуденост и от наличие на прекалена претенциозност.
Напълно липсват и студентски забавни песни, които да бъдат спътници в ежедневието на учащата се младеж.
В общи линия това са основните предпоставки, които налагат необходимостта от един конкурс за написване на студентски забавни песни, в който да намерят изява млади автори.
Реализация на конкурса
Конкурсът да бъде проведен със съдействието на Студентския съвет при ЦК на ДКМС, в-к ”Студентска трибуна" и Представителния студентска естраден оркестър "Метроном" при Студентски дом на културата-София.
Регламент на конкурса
1. Могат да участват композитори до 30 годишна възраст.
2. Краен срок за предаване на песните в клавир - 15 февруари 1970 година.
3. Песните ще бъдат изпълнени от певци по избор на авторите.
4. Песните ще бъдат съпровождани от Представителния студентски естраден оркестър "Метроном" - в разширен състав с щрайх.
5. Концертът-конкурс ще се проведе около 20 март 1970 г., в София, в салона на Студентския дом на културата.
6. Ще бъдат раздадени I, II и III награди и "Награда на публиката".
7. Наградените песни ще бъдат изпълнени пред Българска телевизия.
8. Конкурсът ще бъде отразен от в-к "Студентска трибуна" и другите издания на ЦК на ДКМС, радиостанция "Хоризонт", Българска телевизия - "Екран Младост".
9. Песните ще влязат в репертоара на естраден оркестър "Метроном" и другите естрадни оркестри към Културните клубове при Висшите учебни заведения.
Програма
1. След изтичане на срока за предаване на песните, журито да прегледа представените песни и направи подбор за финала.
2. Конкурсът-концерт на песните финалисти да се състои около 20 март 1970 г. Той ще съвпадне с 5-годишнината от създаването на оркестър "Метроном" и с неговия юбилеен концерт, който ще протече в следния ред:
I част-Конкурс за песни
II част-Концерт на естраден оркестър "Метроном" със солисти
III част-Обявяване решението на журито и изпълнение на премираните песни
Коктейл в Студентската кафе-сладкарница
Отразяване на конкурса
1. В-к "Студентска трибуна".
2. В-к "Народна младеж".
3. Сп. "Младеж".
4. Българска телевизия, Младежка редакция - "Екран младост".
5. Радио София- Радиостанция за младежта "Хоризонт".
Организационен комитет
1. Директор на конкурса.
2. Отговорник-осигуряване жури и работата му, награди и дипломи.
3. Отговорник по техническата част-озвучаване и уредби, репетиции, коктейл и печатни програми.
4. Отговорник—пропаганда, преса,TV и радио.
5. Отговорник по финансовите въпроси.
| Финансова част - 1970 г. | Финансова част - 1970 г. |
| ------------------------ | ------------------------ |
| Жури                     | 100 лв                   |
| I награда с диплом       | 100 лв                   |
| II награда с диплом      | 80 лв                    |
| III награда с диплом     | 60 лв                    |
| Награда на публиката     | 50 лв                    |
| Озвучаване и уредба      | 60 лв                    |
| Коктейл                  | 200 лв                   |
| Всичко                   | 660 лв                   |

Конкурсът стартира през 1970 г. и последното му издание е през 1990 г.